# Madeleine Pascal
Pour les articles homonymes, voir Pascal.
Madeleine Pascal est une chanteuse française née à Paris en 1946.
Madeleine Pascal commence par apprendre la guitare, puis chante dès l'âge de 13 ans. En 1965, elle interprète la chanson La Vérité de Jacques Datin et Jacques Pezet, puis l'année suivante, elle représente la Suisse au Concours Eurovision de la chanson 1966 avec le titre Ne vois-tu pas ?, composé par Pierre Brenner et écrit par Roland Schweizer. Elle termine à la 6e place.

## Discographie 1965-1966
- La vérité ; Oh quelle chance on a / Sur ce quai ; Tout paraît possible (45 T Polydor 27.186)
- Qui m'aurait dit ça ? ; Ma chanson d'amour / Le ballet des essuie-glaces ; Avec ses yeux (45 T Polydor 27.208)
- Ne vois-tu pas ? ; François / Aux amoureux du monde ; Le jour où il va m'embrasser (45 T CBS EP 5670)
- J'ai choisi la liberté ; Dieu n'est pas vieux / J'aime les oignons ; Que chantait grand'mère (45 T CBS EP 5743)